# Western swing
Western swing, västerländsk swingmusik, är en undergenre av amerikansk countrymusik som har sitt ursprung i slutet av 1920-talet i väst och söder bland regionens västra strängband.